# Duplinska kozarka
Duplinska kozarka (znanstveno ime Tadorna tadorna) je vrsta ptic iz družine plovcev, ki gnezdi ob obalah severozahodne Evrope, Sredozemlja in južnega dela Azije. Po telesni zgradbi spominja na manjšo gos, a izstopa po pisani in kontrastni operjenosti, zaradi katere je nezamenljiva.

## Opis
Odrasli zrastejo 58–67 cm v dolžino z razponom peruti 110–133 cm in tehtajo do 1,5 kg, samice so nekoliko manjše od samcev. Osnovna barva operjenosti je bela, s kontrastno temno zeleno glavo in vratom, skoraj črnimi primarnimi letalnimi peresi in rjavim pasom čez prsi, tako da od daleč zgleda črno-bela. Med paritvenim obdobjem imajo samci živordeč kljun z okroglo zadebelitvjo na zgornji strani baze, pri samicah pa je zadebelitev mnogo manjša in rjav pas je ožji. Mladostni (juvenilni) osebki so po trebušni strani skoraj beli, po hrbtni pa sivi.
Samci se med dvorjenjem oglašajo s serijo visokih žvižgov, samice pa se med letom pogosto oglašajo z dolgo serijo nosljatih »ga-ga-ga«. Ko se počutijo ogrožene, glasno pihajo.

## Ekologija in razširjenost
Duplinska kozarka gnezdi v odprti krajini ob morskih obalah, pa tudi bregovih večjih jezer in rek. Prehranjuje se pretežno z vodnimi nevretenčarji, v manjši meri pa tudi z majhnimi ribami, algami in rastlinskimi semeni v plitvi vodi, na s travo poraslih bregovih in njivah.
Ima veliko območje razširjenosti od obal severozahodne Evrope in manjših območij na severu Sredozemlja proti vzhodu preko Srednje Azije vse do severovzhoda Kitajske. Pozimi se ptice iz notranjosti celine premaknejo južneje, tako se velik del azijske populacije zbere okrog Kaspijskega jezera, tiste iz severozahoda Evrope pa okrog Sredozemlja vključno z Magrebom v Afriki. V tem času se zbirajo v večje jate, najbolj pa so družabne v času golitve, ko je denimo na območju Heligolanda možno opazovati tudi po 100.000 ptic. V Sloveniji gnezdi samo v Sečoveljskih solinah, kjer so gnezditev prvič zabeležili leta 2005. Pred tem je veljala za redkega gosta na preletu ali med prezimovanjem.